# Comtat
Comtat (em castelhano: Condado de Cocentaina) é uma comarca da Comunidade Valenciana, na Espanha. Está localizada na província de Alicante, e sua capital é o município de Cocentaina. Limita com as comarcas de Alcoià, Marina Alta, Marina Baixa, Safor e Vall d'Albaida.

## Municípios
| Município         | População | Superfície | Densidade |
| ----------------- | --------- | ---------- | --------- |
| Cocentaina        | 11.406    | 52,94      | 215,45    |
| Muro de Alcoy     | 9.167     | 30,24      | 303,14    |
| Beniarrés         | 1.208     | 20,21      | 59,77     |
| Benilloba         | 786       | 9,54       | 82,39     |
| Planes            | 753       | 38,87      | 19,37     |
| Lorcha            | 650       | 31,76      | 20,47     |
| Agres             | 574       | 25,84      | 22,21     |
| Alquería de Aznar | 522       | 1,08       | 483,33    |
| Gaianes           | 457       | 9,57       | 47,75     |
| Benimarfull       | 433       | 5,56       | 77,88     |
| Alfafara          | 406       | 19,78      | 20,53     |
| Gorga             | 275       | 9,11       | 30,19     |
| Millena           | 224       | 9,77       | 22,93     |
| Alcocer de Planes | 216       | 4,39       | 49,20     |
| Alcolecha         | 184       | 14,56      | 12,64     |
| Benasau           | 155       | 9,04       | 17,15     |
| Balones           | 163       | 11,24      | 11,83     |
| Almudaina         | 114       | 8,82       | 12,93     |
| Benimasot         | 111       | 9,51       | 11,67     |
| Cuatretondeta     | 111       | 16,70      | 6,65      |
| Facheca           | 103       | 10,17      | 10,13     |
| Benillup          | 101       | 3,38       | 29,88     |
| Famorca           | 52        | 9,72       | 5,35      |
| Tollos            | 52        | 15,97      | 3,26      |